# Shigeru Inoda
Shigeru Inoda (japanska: 伊野田 繁?, Inoda Shigeru) född 1955, död 2008, var en japansk astronom.
Han var verksam vid Karasuyama observatoriet.
Minor Planet Center listar honom som S. Inoda och som upptäckare av 17 asteroider mellan 1986 och 1992.
16 av asteroiderna upptäckte han tillsammans med den japanske astronomen Takeshi Urata.
Asteroiden 5484 Inoda är uppkallad efter honom.

## Asteroider upptäckta av Shigeru Inoda
| 3394 Banno           | 16 februari 1986 |
| 3902 Yoritomo [A]    | 14 januari 1986  |
| 3950 Yoshida [A]     | 8 februari 1986  |
| 5242 Kenreimonin [A] | 18 januari 1991  |
| 5851 Inagawa [A]     | 23 februari 1991 |
| 6197 Taracho [A]     | 10 januari 1992  |
| 6211 Tsubame [A]     | 19 februari 1991 |
| 6233 Kimura [A]      | 8 februari 1986  |
| 6270 Kabukuri [A]    | 18 januari 1991  |
| 6324 Kejonuma [A]    | 23 februari 1991 |

| 6725 Engyoji [A]                          | 21 februari 1991 |
| 6786 Doudantsutsuji [A]                   | 21 februari 1991 |
| (7764) 1991 AB [A]                        | 7 januari 1991   |
| (7874) 1991 BE [A]                        | 18 januari 1991  |
| 9178 Momoyo [A]                           | 23 februari 1991 |
| (15738) 1991 DP [A]                       | 21 februari 1991 |
| (43795) 1991 AK1 [A]                      | 15 januari 1991  |
| Upptäckt tillsammans med: A Takeshi Urata |                  |